# Кей ди ланг
Катрин Даун Ланг (на английски: Kathryn Dawn Lang, 2 ноември 1961 г.), по-известна със сценичното си име кей ди ланг или к. д. ланг (k.d. lang, изписвано с малки букви по нейно желание), е канадска поп и кънтри певица, авторка на песни и музикална продуцентка.

## Биография и творчество
Носителка на Ордена на Канада, както и на награди Джуно и Грами. Сред хитовете ѝ са „Constant Craving“ и „Miss Chatelaine“. Изпълнявала е музика за филмови саундтракове и си е партнирала с музиканти като Рой Орбисън, Тони Бенет, Елтън Джон, Ан Мъри и Джейн Сибъри. Освен като веган, ланг е известна и като защитник на правата на животните, гей правата и човешките права в Тибет. Тя е тантристка от старата школа на тибетския будизъм. През 1988 г. пее на церемонията по закриването на Зимните олимпийски игри. По време на откриването на зимните игри през 2010 г. изпълнява „Hallelujah“ на Ленард Коен във Ванкувър, Канада. Вокалният ѝ диапазон е на мецосопран.